# Greenwich (Connecticut)
Greenwich es una ciudad del condado de Fairfield, en el estado de Connecticut, Estados Unidos.  En el censo de 2020, Greenwich registró una población de 63.518 habitantes. Se trata de una de las ciudades más ricas del país. 
Es sede de muchas compañías de servicios financieros. Greenwich es el municipio más meridional del estado de Connecticut y se halla a menos de 40 minutos de recorrido por tren express de la Gran Estación Central de Manhattan. En su edición de julio de 2005, la revista Money clasificó Greenwich en el duodécimo puesto en su lista de los 100 mejores lugares para vivir en Estados Unidos. 

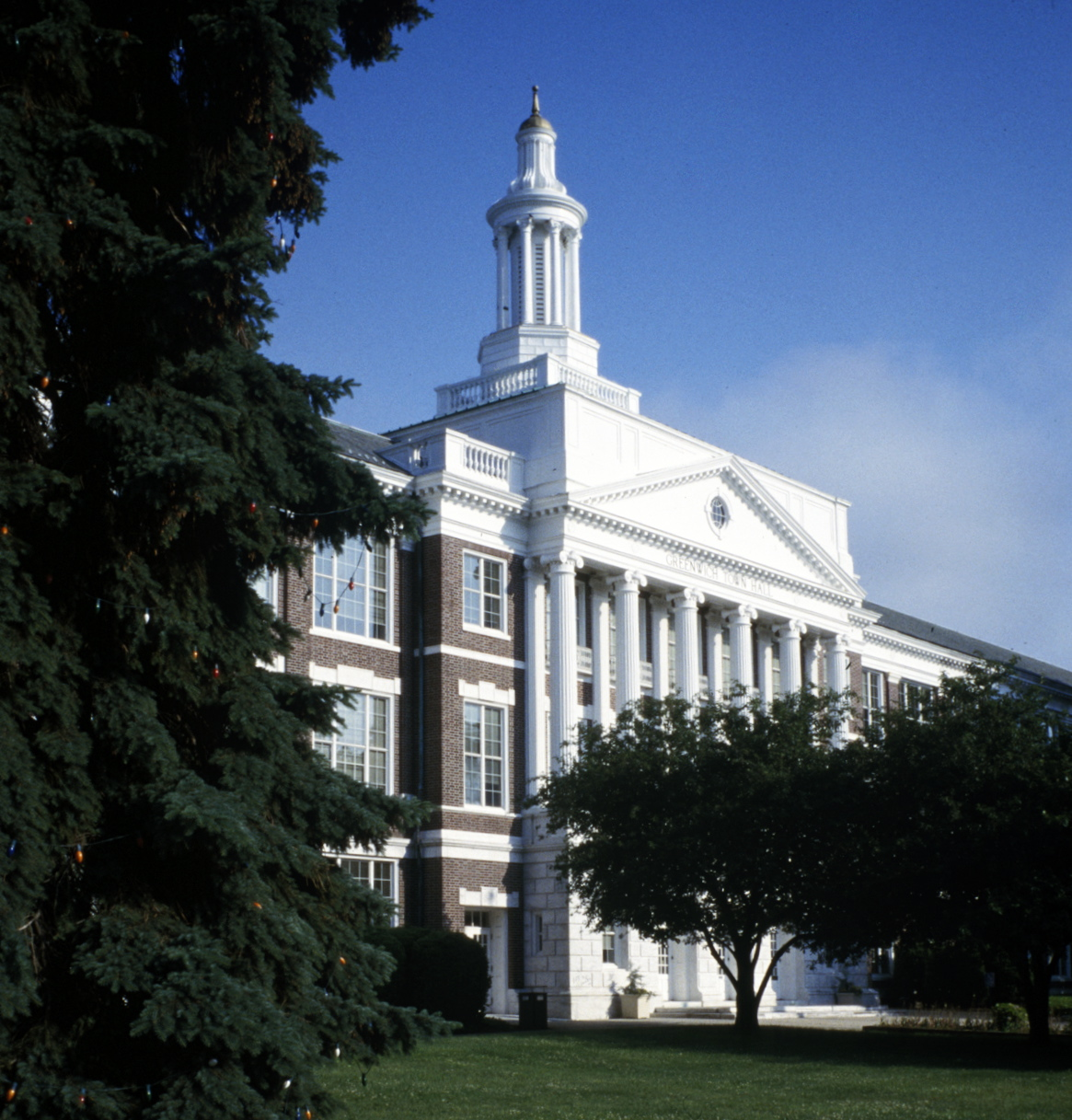
Ayuntamiento de Greenwich.

## Geografía
Según la Oficina del Censo de los Estados Unidos, su extensión es de 174,2 km², de los que 50,3 km² son terrestres y 123,9 km² es acuática (un 28,88%).

## Demografía
Según el censo del año 2020, contaba Greenwich con 63.518 habitantes, 23.230 viviendas, y 16.237 familias. La densidad de población era de 493,2 hab/km².  La composición étnica de la población es de 90,02% blancos ; 1,66% negros ; 0,09% amerindios ; 5,18% asiáticos ; 0,03% nativos de las islas del Pacífico ; y el 1,46% de otras razas.
El 33,5% de los hogares tenían niños menores de 18 años, un 59,4% se componía de parejas con hijos, un 8,0% de madres viviendo solas con sus hijos, y un 30,1% de parejas sin hijos. El 24,8% de los hogares son unipersonales y el 9,9% son mayores de 65 años viviendo solos. El hogar medio lo componen 2,6 personas y las familias medias tenían 3,12 individuos. 
En cuanto a la pirámide demográfica: un 25,4% tienen menos de 18 años, un 4,1% tienen de 18 a 24, el 28,8% son de 25 a 44, el 25,7% de 45 a 64, y un 15,9% con más de 65 años. La edad media era de 40 años. Por cada 100 mujeres, había 90,1 hombres. 
Los ingresos medios de la ciudad eran de 99.086 dólares US, y de 122.719 dólares por familia. el ingreso per cápita estaba en $74.346. El 4% de los habitantes vivían bajo el nivel de indigencia.
La localidad posee una comunidad argentina, compuesta por empresarios y financistas.

## Educación

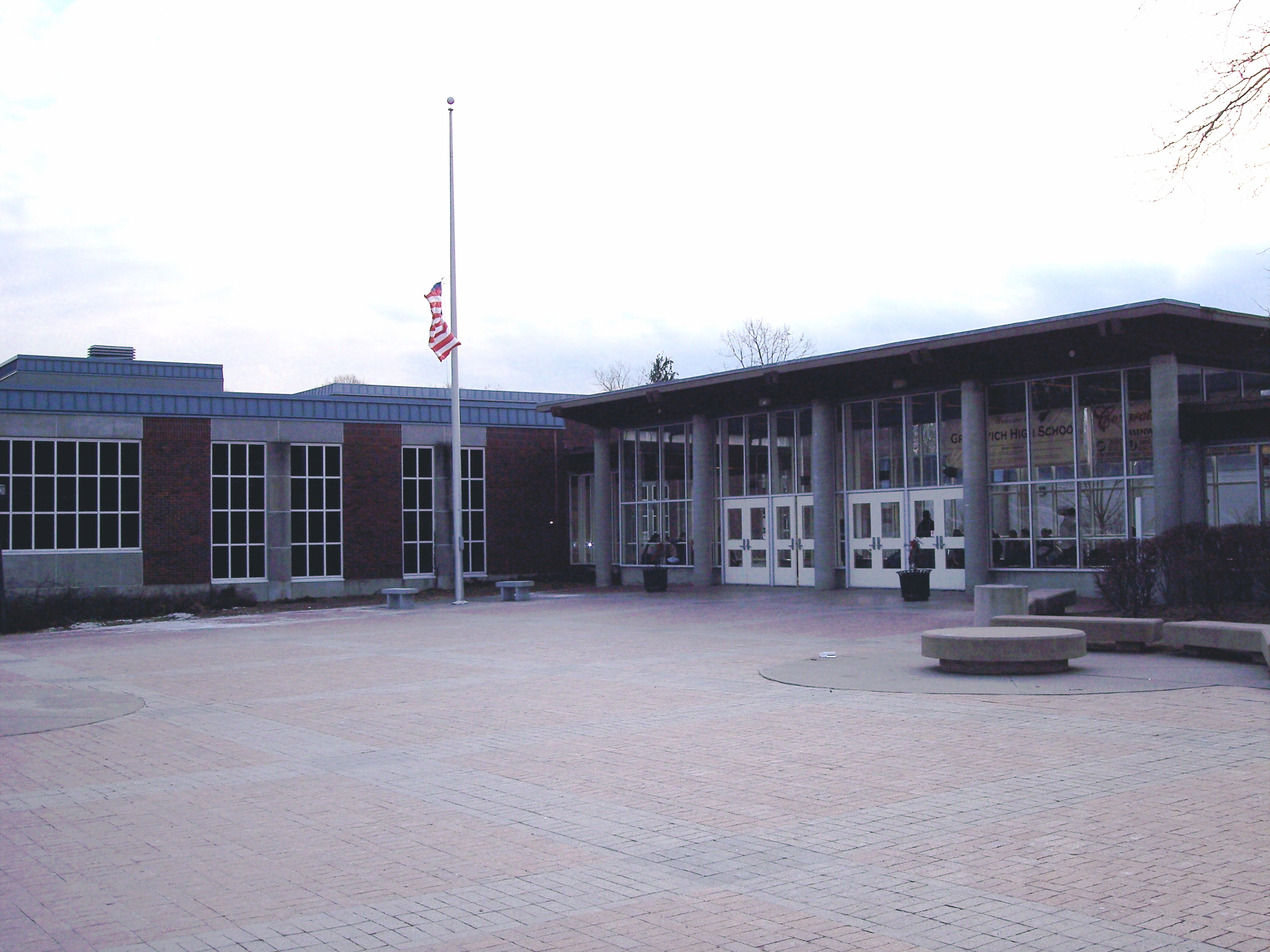
Escuela de Bachillerato de Greenwich

Las Escuelas Públicas de Greenwich gestiona escuelas públicas en Greenwich.